# ГЕС Амір-Кабір (Кередж)
ГЕС Амір-Кабір (Кередж) — гідроелектростанція на півдні Ірану. Використовує ресурс із річки Кередж, яка стікає з гір Ельбурсу у тегеранську котловину та завершується в безстічному озері Намак.
У межах проекту річку перекрили бетонною арковою греблею висотою від тальвегу 160 метрів (від підошви фундаменту — 180 метрів), довжиною 390 метрів та шириною від 8 (по гребеню) до 38 (по основі) метрів, яка потребувала 4,4 млн м3 матеріалу. Вона утримує водосховище з площею поверхні 4 км2 та об'ємом 202 млн м3 (корисний об'єм 191,6 млн м3).
Пригреблевий машинний зал вміщує генераторне обладнання загальною потужністю 90 МВт, яке виробляє 150 млн кВт-год електроенергії на рік.
Комплекс відіграє важливу роль у водопостачанні району Тегерана та забезпечує зрошення 50 тисяч гектарів земель.